# Слоссер Дмитро Володимирович
Дмитро́ Володи́мирович Сло́ссер (нар. 6 лютого 1969, Львів, УРСР) — відомий український пластичний хірург, лікар вищої категорії,Заслужений лікар України (2017), провідний спеціаліст клініки пластичної хірургії «Nove Tilo» та медичного центру Святої Параскеви. Співзасновник Ради експертів естетичної медицини України (2019).

## Життєпис
Ранні роки
Дмитро Слоссер народився у Львові. 1993 року з відзнакою закінчив Львівський національний медичний університет імені Данила Галицького за спеціальністю «Лікарська справа». Протягом 1993—1995 років проходив навчання за спеціальністю «Хірургія» на базі кафедри госпітальної хірургії Львівської обласної клінічної лікарні. Маючи тягу до мистецтва, вирішив поєднати захоплення дитинства з медициною та продовжив навчання в Ізраїлі. Слоссер став єдиним на теренах пострадянського простору спеціалістом, що здобув повну академічну освіту пластичного хірурга за кордоном, у медичному центрі «Адасса» при Єврейському університеті в Єрусалимі, що протягом більш ніж 15 років незмінно потрапляє до рейтингу 100 найкращих закладів вищої освіти планети, та пройшов шестирічну лікарську резидентуру за спеціальністю «Пластична хірургія». Згодом ще протягом двох років працював у провідних приватних клініках країни, зокрема в медичному центрі «Рамат-Авів» (Тель-Авів). Проходив навчання на курсах підвищення кваліфікації в Італії, Великій Британії та Швейцарії.
2003 – 2013
2003 року Дмитро Слоссер переїхав до Москви, де впродовж 11 років практикував у клініці American Medical Center, обіймаючи посаду провідного пластичного хірурга. Паралельно з роботою в Росії, співпрацював з Американським медичним центром у Києві. Протягом 2009—2010 років обіймав посаду завідувача навчальною частиною кафедри пластичної та реконструктивної хірургії, естетичної медицини та клітинних технологій при Російському Державному Медичному Університеті. Займався розробкою програми перепідготовки пластичних хірургів та програми ординатури з пластичної хірургії. Брав участь у впровадженні реформи пластичної хірургії як спеціальності у Росії. З 2009 по 2011 рік — член етичної ради Російського товариства пластичних, реконструктивних та естетичних хірургів (РОПРЭХ). Залучався як експерт до участі у телепроєктах, зокрема ток-шоу «Говорим и показываем» (НТВ).
2013 – 2023
Напередодні Революції гідності наприкінці 2013 року Дмитро Слоссер повернувся до України, зосередившись на роботі в київському медичному центрі «Оберіг». Із 2014 року від початку бойових дій на сході України Дмитро Слоссер надавав безкоштовну допомогу бійцям української армії, що потребували серйозної реконструкції зовнішності внаслідок отриманих поранень. Із початком повномасштабного вторгнення 24 лютого 2022 року хірург продовжив допомагати українським військовим та всім хто постраждав унаслідок бойових дій на території України. Про це неоднаразово йшлось в українських та іноземних медіа.
24 серпня 2017 року Дмитру Слоссеру було присвоєно почесне звання «Заслужений лікар України».
Станом на початок 2019 року Слоссер провів більше 10 тисяч успішних операцій. Крім того, пластичний хірург розробив низку малотравматичних технік в ринопластиці та здобув репутацію одного з провідних вітчизняних фахівців зі зменшення і підтяжки грудей. Окрім основної спеціалізації, Дмитро Слоссер є сертифікованим спеціалістом з мамології, щелепно-лицевої хірургії (з 2006 року) та дерматовенерології (з 2023 року).
Втім, загальновідомим для широкого загалу лікар став завдяки участі в численних телепроєктах: «Поверніть мені красу» (1-2 сезони) та «Світське життя» (обидва — 1+1), «Я соромлюсь свого тіла» (4-5 сезони, СТБ), «Про життя» («Інтер»), «Говорить Україна» та «Зірковий шлях» (обидва — ТРК «Україна»), «Пацанки 2. Нове життя» (Новий канал) тощо.
Друковані та цифрові ЗМІ неодноразово зверталися до пластичного хірурга за експертною оцінкою, а його поява на світських заходах на кшталт вручення премії «Людина року», конкурсу «Міс Україна» чи Stella International Beauty Awards стала звичною для медіа справою. Досить часто журналісти також звертаються за експертною думкою чи коментарем щодо ймовірної зміни зовнішності медійних персон. Крім того, актуальним досвідом виконання реконструктивних операцій цікавляться не тільки українські, а й іноземні медіа.
У березні 2019 року Дмитро Слоссер став одним з ініціаторів створення Ради експертів естетичної медицини України, метою якої є врегулювання правової діяльності на ринку послуг косметичної діяльності в Україні та запровадження клінічних протоколів, заснованих на даних доказової медицини.
Хірург є автором малотравматичних технік в ринопластиці та реконструкції носа. У 2021 році став першим лікарем в Європі, який провів live-surgery курс з реконструкції носа парамедіанним клаптем. Крім того, Дмитро Слоссер став першим лікарем в Україні, який провів успішну реконструкцію вуха для пацієнтки з вродженою вадою розвитку за методою Nagata. Відомим для світових колег свого часу став завдяки віртуозній техніці виконання зменшення і підтяжки грудей, що привернуло увагу колег та пацієнтів із країн Європи та США.

## Відзнаки та нагороди
Державні відзнаки
- Заслужений лікар України (24 серпня 2017) — за значний особистий внесок у державне будівництво, соціально-економічний, науково-технічний, культурно-освітній розвиток України, вагомі трудові здобутки та високий професіоналізм[14].

Незалежні відзнаки
- Переможець у номінації «Спеціаліст року» Національного бізнес-рейтингу України (2015)[28].
- Визнаний найкращим пластичним хірургом 2025 року за версією UBA.[29]

## Наукова діяльність
Членство у наукових спільнотах
- Міжнародне товариство естетичної пластичної хірургії  ISAPS.
- Європейська академія лицьової пластичної хірургії EAFPS (2003)[30].
- Ізраїльська медична асоціація.
- Всеукраїнська асоціація пластичних, реконструктивних і естетичних хірургів[31].
- Рада експертів естетичної медицини України (2019)[26].

Наукові публікації
- A. Eldad, M. Icekson, T. Zur, D. Slosser, A. Maly, D. Arielli, R. Burvin, D. Ad-El, A. Neuman. Silver-Sulfadiazine Eschar Pigmentation Mimics Invasive Wound Infection: A Case Report // The Journal of Burn Care & Rehabilitation. — Vol. 24, iss. 3 (1 May 2003). — P. 154—157.

## Цікаві факти
- 2009 року написав вступне слово до російського перекладу книги відомої американської лікарки Джин Лофтус «Пластическая хирургия: справочник для женщин»[32].
- 2014 року Дмитро Слоссер першим на пострадянському просторі застосував як допоміжний засіб при операціях новітні окуляри Google Glass[33].
- У листопаді 2015 року Дмитра Слоссера було запрошено для нагородження переможниць Всеукраїнської премії «Жінка ІІІ тисячоліття»[34].
- У листопаді 2020 року став першим хірургом в Україні, який провів унікальну операцію з реконструкції вушної раковини з власних тканин людини за японським методом Nagata.[35]
- 2021 року знімався в популярному ситкомі «Люся інтерн».